# كاثرين بيل (لاعبة كرة طائرة)
كاثرين بيل (بالإنجليزية: Katherine Bell)‏ (5 مارس 1993 في الولايات المتحدة - ) هي لاعبة كرة طائرة الولايات المتحدة في مركز وسط ‏.